# برکه بی‌بی
برکه بی بی مربوط به دوره قاجار - دوره پهلوی است و در قشم، پشت بازار ستاره واقع شده و این اثر در تاریخ ۲۷ مرداد ۱۳۸۲ با شمارهٔ ثبت ۹۵۵۲ به‌عنوان یکی از آثار ملی ایران به ثبت رسیده است.